# Nîkonivka, Berdîciv
Nîkonivka (în ucraineană Никонівка) este localitatea de reședință a comunei Nîkonivka din raionul Berdîciv, regiunea Jîtomîr, Ucraina.

## Demografie
Componența lingvistică a localității Nîkonivka
     Ucraineană (99,66%)
     Alte limbi (0,34%)
Conform recensământului din 2001, majoritatea populației localității Nîkonivka era vorbitoare de ucraineană (99,66%), existând în minoritate și vorbitori de alte limbi.